# Кушатяха
Кушатяха (устар. Куша-Тяха) — река в России, протекает по Ханты-Мансийскому АО. Устье реки находится в 44 км по левому берегу реки Хапхльнутяй. Длина реки составляет 56 км. 

## Данные водного реестра
По данным государственного водного реестра России относится к Верхнеобскому бассейновому округу, водохозяйственный участок реки — Обь от впадения реки Вах до города Нефтеюганск, речной подбассейн реки — Обь ниже Ваха до впадения Иртыша. Речной бассейн реки — (Верхняя) Обь до впадения Иртыша.
Код объекта в государственном водном реестре — 13011100112115200044123.